# Férfi 200 méteres hátúszás a 2004. évi nyári olimpiai játékokon
A férfi 200 méteres hátúszás döntője a 2004. évi nyári olimpiai játékokon augusztus 19-én került lebonyolításra.

## Rekordok
A táblázat a selejtezők előtti rekordokat tartalmazza.
| Világcsúcs     | Aaron Peirsol (USA)    | 1:54.44 | Victoria, Kanada   | 2006. augusztus 19.  |
| Olimpiai csúcs | Lenny Krazelburg (USA) | 1:56.76 | Sydney, Ausztrália | 2000. szeptember 21. |

## Döntő
| # | Név           | Ország             | Eredmény | Megjegyzés |
| - | ------------- | ------------------ | -------- | ---------- |
| 1 | Aaron Peirsol | Egyesült Államok   | 1:54.95  | 'OR        |
| 2 | Markus Rogan  | Ausztria           | 1:57.35  |            |
| 3 | Răzvan Florea | Románia            | 1:57.56  |            |
| 4 | James Goddard | Egyesült Királyság | 1:57.76  |            |
| 5 | Tomomi Morita | Japán              | 1:58.40  | 'AS        |
| 6 | Simon Dufour  | Franciaország      | 1:58.49  |            |
| 7 | Gregor Tait   | Egyesült Királyság | 1:59.28  |            |
| 8 | Blaz Medvesek | Szlovénia          | 2:00.06  |            |

- OR = Olimpiai rekord
- AS = Ázsia rekord